# Onthophagus hiabunicus
Onthophagus hiabunicus är en skalbaggsart som beskrevs av Kabakov 1998. Onthophagus hiabunicus ingår i släktet Onthophagus och familjen bladhorningar. Inga underarter finns listade i Catalogue of Life.